# Sow Pedro
Sow Pedro né le 20 novembre 1981 à Abidjan (Côte d'Ivoire), est un humoriste, scénariste, metteur en scène, caricaturiste et Producteur de spectacle guinéen.

## Biographie et études
Né en Côte d'Ivoire, Sow se lance très tôt dans le monde du théâtre pendant les colonies de vacances. En 1990, pour des raisons d'année blanche scolaire, la famille Sow décide de rentrer définitivement en Guinée.
Deux ans plus tard, étant inscrit à l’école Sainte-Marie de Dixinn (Guinée), parallèlement à ses études, il y continue ses cours de théâtre. Une fois au lycée, il fait la connaissance du nouveau formateur Solo Niaré. Celui-ci lui enseigne toutes les bases de la scène, l'autodérision, le one man show et le fait rencontrer des artistes professionnels du milieu.
En 2000, il part en France  poursuivre ses études. Parallèlement à ses études, il peaufine ses recherches et s'oriente vers l'humour. Pendant ces quatre années passées entre Reims et Lyon, il accentue son humour sur l’autodérision, la parodie et continue de faire des prestations lors d'évènements culturels universitaires.

### Carrière

#### Les Serial Rieurs
Dès son retour en Guinée en 2004, Sow Pedro rencontre certains artistes comédiens du pays comme Oumar Manet, Zebal Traoré, Mamadou Thug. Ensemble, ils créent le collectif le 12 octobre 2012 Serial Rieurs.
De 2012 à 2017, 21 créations originales de ce collectif verront le jour,,,.

#### La carrière solo
En 2014, il produit sa première œuvre solo intitulée Le Dernier Mariage. Ce spectacle qui parle des réalités du mariage à la guinéenne. Par la suite, il est nommé pour le prix du meilleur humoriste par le site web Gnakry Live. Un an plus tard, il joue sur scène son deuxième spectacle solo intitulé Siguissa (chante en soussou), il rend un hommage humoristique à la musique guinéenne des années 1960 à nos jours. La même année, avec Zebal Traoré, Sow Pedro se produit dans Ethniz, un duo stand up qui dénonce les problèmes d'ethnocentrisme en Guinée.
Nommé au concours international d’humour Joke Nation organisé par Montreux Comedy.

#### L'Aventure du MASA 2016
En 2016, Sow Pedro, toujours membre du collectif des Serial Rieurs, part à Abidjan pour jouer sur les scènes du Festival MASA d'Abidjan. Les nombreuses prestations des Serial Rieurs leur ont permis de faire la rencontre de célèbres humoristes africains tels que : Mamane, Mareshal Zongo, Shirley Souagnon, Decothey, Roukiata Ouedraogo et tant d'autres.
En septembre 2016, il se produit dans son 3e solo intitulé Censuré. Ce spectacle parle de sexe mais avec énormément de subtilité.
En novembre, il produit sa 1re pièce de théâtre : Chaplin, s'il avait été guinéen. Au-delà du fait d'avoir voulu redonner vie à Charlie Chaplin, cette pièce s'intéresse aux problèmes que le cinéma guinéen rencontre. En fin novembre et en décembre, Sow Pedro reçoit 2 distinctions notamment le meilleur humoriste aux Guinée comedy awards et le meilleur humoriste à Guinée retrospective people.

#### La dernière avec les Serial Rieurs
En Octobre 2017, les Serial Rieurs permet de remettre sur scène Sow Pedro et Zebal Traoré pour un Duo, intitulé Made in Guinea.

#### Carrière à l'international
Quelques jours après ces 30e création, Sow s'envole pour Abidjan pour une 1re participation au parlement du rire. Il y jouera deux extraits de son 1er solo Le Dernier Mariage. En mars 2018, Sow est sélectionné pour la 1re fois en tant que tête d'affiche au Festival MASA, l'édition de mars 2018. Il jouera son 3e Solo Censuré. Seulement 2 semaines après son retour d'Abidjan, Sow Pedro se produit dans son 4e Solo Fils d'Africa. Un spectacle axé sur les valeurs africaines et des fils de ce continent. Le lendemain, il est demandé sur la 1re édition du Match Du Rire. Cet événement réunit les humoristes de la Côte d'Ivoire et de la Guinée.
Dans la foulée, il est sollicité par une télévision de la place, pour créer sa propre émission. Sow et son équipe s'inspirent du Jamel Comedy Club et du Parlement du Rire, pour créer son concept humoristique. Ce qui débouche sur la création de Sow Pedro Comediz. Les premiers tournages de la saison 1 ont lieu en octobre 2018.
En novembre 2018, il se produit dans son 5e Solo Immigration Men, la logique suite de Fils d'Africa. Ce spectacle qui traite de la migration irrégulière lui a permis de s'identifier comme un artiste engagé.
En 2019, Sow Pedro est invité au Marrakech du Rire - Gala Afrika en juin 2019. C'est pour lui une opportunité de jouer un extrait de Immigration  Men. Il y participe avec de grands noms de l'humour et du Cinéma comme Tatiana Rojo (Amou Tati), Michel Gohou, Digbeu Cravate. Il y rencontre aussi Jamel Debbouze, Donel Jack'sman, Bun Hay Mean, Booder et Waly Dia.
Dès son retour de Marrakech, Sow Pedro produit la clôture du Sow Pedro Comediz au centre culturel franco-guinéen (CCFG). Des évènements socio-politiques survenus en octobre 2019 obligent Sow Pedro à produire son 6e Solo intitulé Polistik. Un spectacle ayant pour mission de rappeler aux fils issus d'un même pays que la division ne sert personne et que seule l'union compte.
Pour la 2e fois consécutive, Sow Pedro est sélectionné pour représenter son pays au Festival MASA d'Abidjan qui a lieu en mars 2020 au Palais de la culture Bernard Binlin-Dadié d'Abidjan situé à Treichville.

## Spectacles

### Humour en Solo
- 2014 : Le Dernier Mariage.
- 2015 : Siguissa.
- 2016 : Censuré.
- 2018 : Fils d'africa.
- 2018 : Immigration Men.
- 2019 : Polistik.

### Humour en Duo
- 2015 : Ethniz.
- 2017 : Made in Guinea.

### Avec les Serial Rieurs
- 2012 : L'intro.
- 2012 : Bouda Bouda.
- 2012 : Agnakhy.
- 2012 : Acte 4.
- 2012 : On s'en fout des Mayas.
- 2013 : La Conférence Dé Presse.
- 2013 : Election Miss Serial.
- 2013 : La Fête AUX hommes.
- 2013 : Jeux Vidéos.
- 2013 : Les BandiChefs du Rire.
- 2013 : Joyeux z'Anniversaire.
- 2013 : Ohowo 2013.
- 2014 : La Légende du Bouda Boudey.
- 2014 : Cendrianatou.
- 2014 : Comédie Musicale.
- 2014 : Le Retour des Chevaliers de la Scène.
- 2014 : 2 Nan.
- 2014 : Ohowo 2014.
- 2015 : Le Motel du 7e Ciel.
- 2016 : Le Clash des Titans.
- 2017 : Jah Rasta Fait Rire.

### En tant que producteur exécutif
- 2012 : L'intro avec les Serial Rieurs.
- 2012 : Bouda Bouda avec les Serial Rieurs.
- 2012 : Agnakhy avec les Serial Rieurs.
- 2012 : Acte 4 avec les Serial Rieurs.
- 2012 : On s'en fout des Mayas avec les Serial Rieurs.
- 2013 : La Conférence Dé Presse avec les Serial Rieurs.
- 2013 : Election Miss Serial avec les Serial Rieurs.
- 2013 : La Fête AUX hommes avec les Serial Rieurs.
- 2013 : Jeux Vidéos avec les Serial Rieurs.
- 2013 : Les BandiChefs du Rire avec les Serial Rieurs.
- 2013 : Joyeux z'Anniversaire avec les Serial Rieurs.
- 2013 : Ohowo 2013 avec les Serial Rieurs.
- 2014 : La Légende du Bouda Boudey avec les Serial Rieurs.
- 2014 : Cendrianatou avec les Serial Rieurs.
- 2014 : Comédie Musicale avec les Serial Rieurs.
- 2014 : Le Dernier Mariage avec Sow Pedro.
- 2014 : Je suis PA SA avec Zébal Traoré.
- 2014 : Le Retour des Chevaliers de la Scène avec les Serial Rieurs.
- 2014 : 2 Nan avec les Serial Rieurs.
- 2014 : Ohowo 2014 avec les Serial Rieurs.
- 2015 : Le Motel du 7e Ciel avec les Serial Rieurs.
- 2015 : Siguissa avec Sow Pedro.
- 2015 : Ethniz avec Sow Pedro et Zebal Traoré.
- 2015 : L'Héritage de mon Père avec Zebal  Traoré.
- 2016 : Le Clash des Titans des Serial Rieurs.
- 2016 : Censuré avec Sow Pedro[34].
- 2016 : Ah Mousso Lou avec Zébal Traoré.
- 2017 : Jah Rasta Fait Rire des Serial Rieurs.
- 2017 : Esk Cisez Moi avec Thérèse Ndiaye.
- 2017 : Made in Guinea avec Sow Pedro et Zébal Traoré.
- 2018 : Fils d'Africa avec Sow Pedro.
- 2018 : Immigration Men avec Sow Pedro.
- 2019 : Drôle de Cœur avec Rigel Gandhi, Doura Guevara et Kevin Chico, Pothiol, Diallo Cravate et Mamché.
- 2019 : Sow Pedro Comediz au CCFG Avec Sow Pedro, Rigel Gandhi, Doura Guevara, Kevin Chico, Yati Yati, Wikadi et Mamadou Thug.
- 2019 : Polistik avec Sow Pedro.

## Filmographie

### Cinéma
2023: Safari à Conakry

### Télévision
- 2018-2019 : Le Sow Pedro Comediz

## Théâtre

### En tant que metteur en scène et scénariste
- 2016 : Chaplin, s'il avait été Guinéen [16]
- 2020 : Un 25 Novembre, Chronique d'une Journée sans Femmes[35],[36]